# Згарта (район)
Згарта (араб. قضاء زغرتا‎) — один из 25 районов Ливана, входит в состав провинции Северный Ливан.
Административный центр района — город Згарта.

## География
Район расположен в северо-западной части Ливана и занимает площадь 182 км². На севере граничит с районами Триполи, на юге — с районом Бишари, на востоке — с районом Миние-Дание, на западе — с районом Кура.

## Муниципалитеты
Административно район разделён на 31 муниципалитет.